# Aleksandr Pavlovič Aleksandrov
Aleksandr Pavlovič Aleksandrov (in russo Александр Павлович Александров?; Mosca, 20 febbraio 1943) è un cosmonauta sovietico.
Ha volato sulle missioni Sojuz T-9 e Sojuz TM-3 come ingegnere di volo. È sposato con due figli